# Mittenothamnium oxystegum
Mittenothamnium oxystegum är en bladmossart som beskrevs av Jules Cardot 1913. Mittenothamnium oxystegum ingår i släktet Mittenothamnium och familjen Hypnaceae. Inga underarter finns listade i Catalogue of Life.